# Sân vận động Patriot (Indonesia)
Sân vận động Patriot Candrabhaga (tiếng Indonesia: Stadion Patriot Candrabhaga) là một sân vận động đa năng nằm ở Bekasi, Tây Java, Indonesia. Sân hiện đang được sử dụng chủ yếu cho các trận đấu bóng đá. Sân vận động có sức chứa 30.000 người.
Sân vận động Patriot đầu tiên được xây dựng vào năm 1980 với tên gọi là Sân vận động Bekasi, với sức chứa chỉ 5.000-10.000 khán giả. Từ năm 2011, sân vận động này được nâng cấp để đạt tiêu chuẩn quốc tế. Chi phí xây dựng dự án tiêu chuẩn quốc tế này lên đến 450 tỷ rupiah. Nguồn kinh phí xây dựng sân vận động chủ yếu từ ngân sách của chính quyền Bekasi.
Mái che của sân vận động này được làm bằng hợp kim nhôm kẽm. Sân có khán đài VIP có sức chứa lên đến 9.000 khán giả và một bãi đậu xe có thể chứa hàng nghìn xe ô tô và xe máy. Lễ khánh thành sân vận động sau khi mở rộng được tổ chức cùng với lễ kỷ niệm 17 năm thành lập Bekasi vào ngày 10 tháng 3 năm 2014.
Sân hiện là sân nhà của Persipasi Bekasi. Tại Liga 1 2017, Bhayangkara F.C. và Persija Jakarta đã sử dụng sân vận động này cho các trận đấu trên sân nhà của các đội.
Sân vận động này được sử dụng cho giải đấu môn bóng đá nam của Đại hội Thể thao châu Á 2018, Giải vô địch bóng đá U-19 châu Á 2018. Sân sẽ tổ chức một số trận đấu của Giải vô địch bóng đá U-20 thế giới 2021.

## Các trận đấu quốc tế được tổ chức
| Ngày                 | Giải đấu         | Đội tuyển | Kết quả | Đội tuyển | Khán giả |
| -------------------- | ---------------- | --------- | ------- | --------- | -------- |
| 2 tháng 9 năm 2017   | Giao hữu quốc tế | Indonesia | 0–0     | Fiji      | 17.518   |
| 4 tháng 9 năm 2017   | Giao hữu quốc tế | Indonesia | 3–1     | Campuchia | N/A      |
| 25 tháng 11 năm 2017 | Giao hữu quốc tế | Indonesia | 2–1     | Guyana    | 7.491    |

## Kết quả giải đấu

### Môn bóng đá nam Đại hội Thể thao châu Á 2018
| Ngày                | Thời gian (UTC+07) | Đội #1            | Kết quả    | Đội #2            | Vòng        | Khán giả |
| ------------------- | ------------------ | ----------------- | ---------- | ----------------- | ----------- | -------- |
| 10 tháng 8 năm 2018 | 16:00              | Lào               | 1–3        | Hồng Kông         | Bảng A      | N/A      |
| 10 tháng 8 năm 2018 | 19:00              | Palestine         | 0–0        | Đài Bắc Trung Hoa | Bảng A      | N/A      |
| 12 tháng 8 năm 2018 | 16:00              | Palestine         | 2–1        | Lào               | Bảng A      | N/A      |
| 12 tháng 8 năm 2018 | 19:00              | Đài Bắc Trung Hoa | 0–4        | Indonesia         | Bảng A      | N/A      |
| 15 tháng 8 năm 2018 | 16:00              | Hồng Kông         | 4–0        | Đài Bắc Trung Hoa | Bảng A      | N/A      |
| 15 tháng 8 năm 2018 | 19:00              | Indonesia         | 1–2        | Palestine         | Bảng A      | N/A      |
| 17 tháng 8 năm 2018 | 16:00              | Hồng Kông         | 1–1        | Palestine         | Bảng A      | N/A      |
| 17 tháng 8 năm 2018 | 19:00              | Lào               | 0–3        | Indonesia         | Bảng A      | N/A      |
| 19 tháng 8 năm 2018 | 16:00              | Pakistan          | 2–1        | Nepal             | Bảng D      | N/A      |
| 19 tháng 8 năm 2018 | 19:00              | Bangladesh        | 1–0        | Qatar             | Bảng B      | N/A      |
| 20 tháng 8 năm 2018 | 16:00              | Iran              | 0–2        | Myanmar           | Bảng F      | N/A      |
| 20 tháng 8 năm 2018 | 19:00              | Indonesia         | 3–1        | Hồng Kông         | Bảng A      | N/A      |
| 23 tháng 8 năm 2018 | 16:00              | Palestine         | 0–1        | Syria             | Vòng 16 đội | N/A      |
| 23 tháng 8 năm 2018 | 19:30              | Việt Nam          | 1–0        | Bahrain           | Vòng 16 đội | N/A      |
| 24 tháng 8 năm 2018 | 16:00              | Trung Quốc        | 3–4        | Ả Rập Xê Út       | Vòng 16 đội | N/A      |
| 24 tháng 8 năm 2018 | 19:00              | Malaysia          | 0–1        | Nhật Bản          | Vòng 16 đội | N/A      |
| 27 tháng 8 năm 2018 | 16:00              | Uzbekistan        | 3–4 (h.p.) | Hàn Quốc          | Tứ kết      | N/A      |
| 27 tháng 8 năm 2018 | 19:30              | Syria             | 0–1 (h.p.) | Việt Nam          | Tứ kết      | N/A      |

### Giải vô địch bóng đá U-19 châu Á 2018
| Ngày                 | Thời gian (UTC+07) | Đội #1      | Kết quả | Đội #2            | Vòng   | Khán giả |
| -------------------- | ------------------ | ----------- | ------- | ----------------- | ------ | -------- |
| 19 tháng 10 năm 2018 | 16:00              | Việt Nam    | 1–2     | Jordan            | Bảng C | 95       |
| 19 tháng 10 năm 2018 | 19:00              | Hàn Quốc    | 1–1     | Úc                | Bảng C | 151      |
| 20 tháng 10 năm 2018 | 16:00              | Ả Rập Xê Út | 2–1     | Malaysia          | Bảng D | 181      |
| 20 tháng 10 năm 2018 | 19:00              | Tajikistan  | 2–1     | Trung Quốc        | Bảng D | 153      |
| 22 tháng 10 năm 2018 | 16:00              | Úc          | 2–1     | Việt Nam          | Bảng C | 44       |
| 22 tháng 10 năm 2018 | 19:00              | Jordan      | 1–3     | Hàn Quốc          | Bảng C | 79       |
| 23 tháng 10 năm 2018 | 16:00              | Trung Quốc  | 0–1     | Ả Rập Xê Út       | Bảng D | 164      |
| 23 tháng 10 năm 2018 | 19:00              | Malaysia    | 2–2     | Tajikistan        | Bảng D | 109      |
| 25 tháng 10 năm 2018 | 16:00              | Thái Lan    | 2–1     | CHDCND Triều Tiên | Bảng B | 70       |
| 25 tháng 10 năm 2018 | 19:00              | Việt Nam    | 1–3     | Hàn Quốc          | Bảng C | 141      |
| 26 tháng 10 năm 2018 | 19:00              | Ả Rập Xê Út | 3–1     | Tajikistan        | Bảng D | 170      |
| 29 tháng 10 năm 2018 | 16:00              | Hàn Quốc    | 1–0     | Tajikistan        | Tứ kết | 58       |
| 29 tháng 10 năm 2018 | 19:30              | Ả Rập Xê Út | 3–1     | Úc                | Tứ kết | 110      |

## Các giải đấu đã tổ chức
- Giải vô địch bóng đá U-19 châu Á 2018

## Hình ảnh

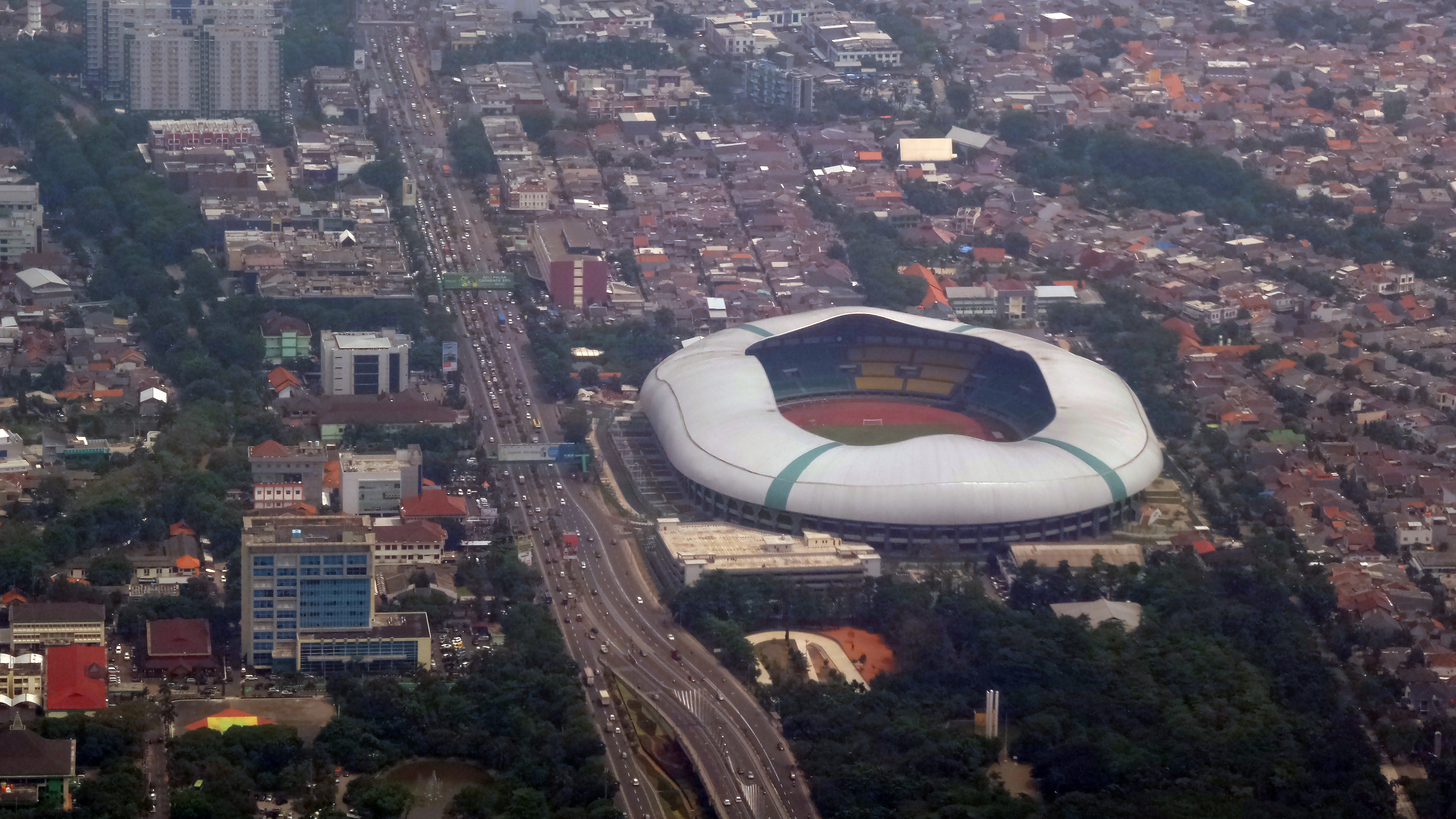
Quang cảnh từ trên không vào năm 2016
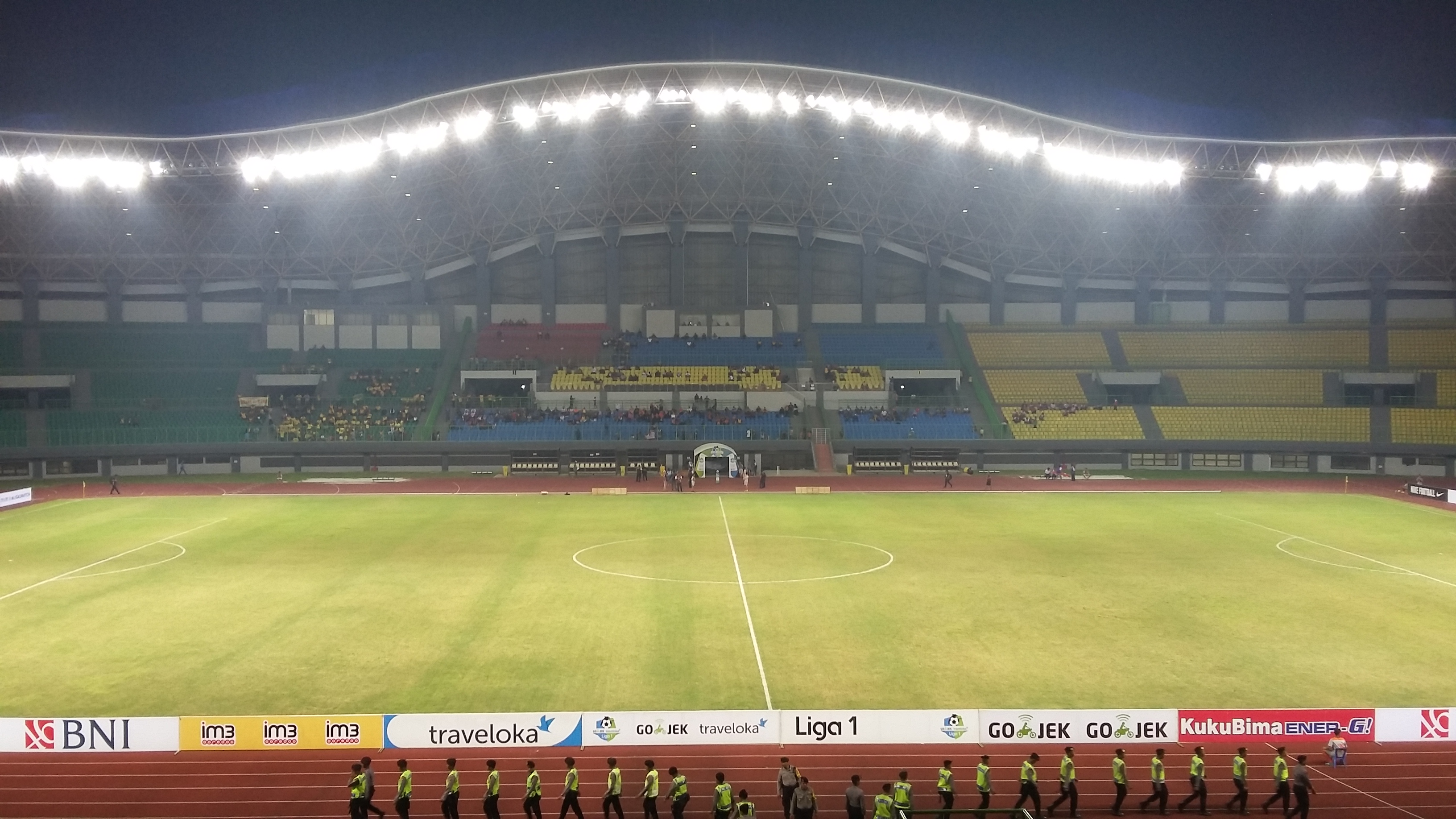
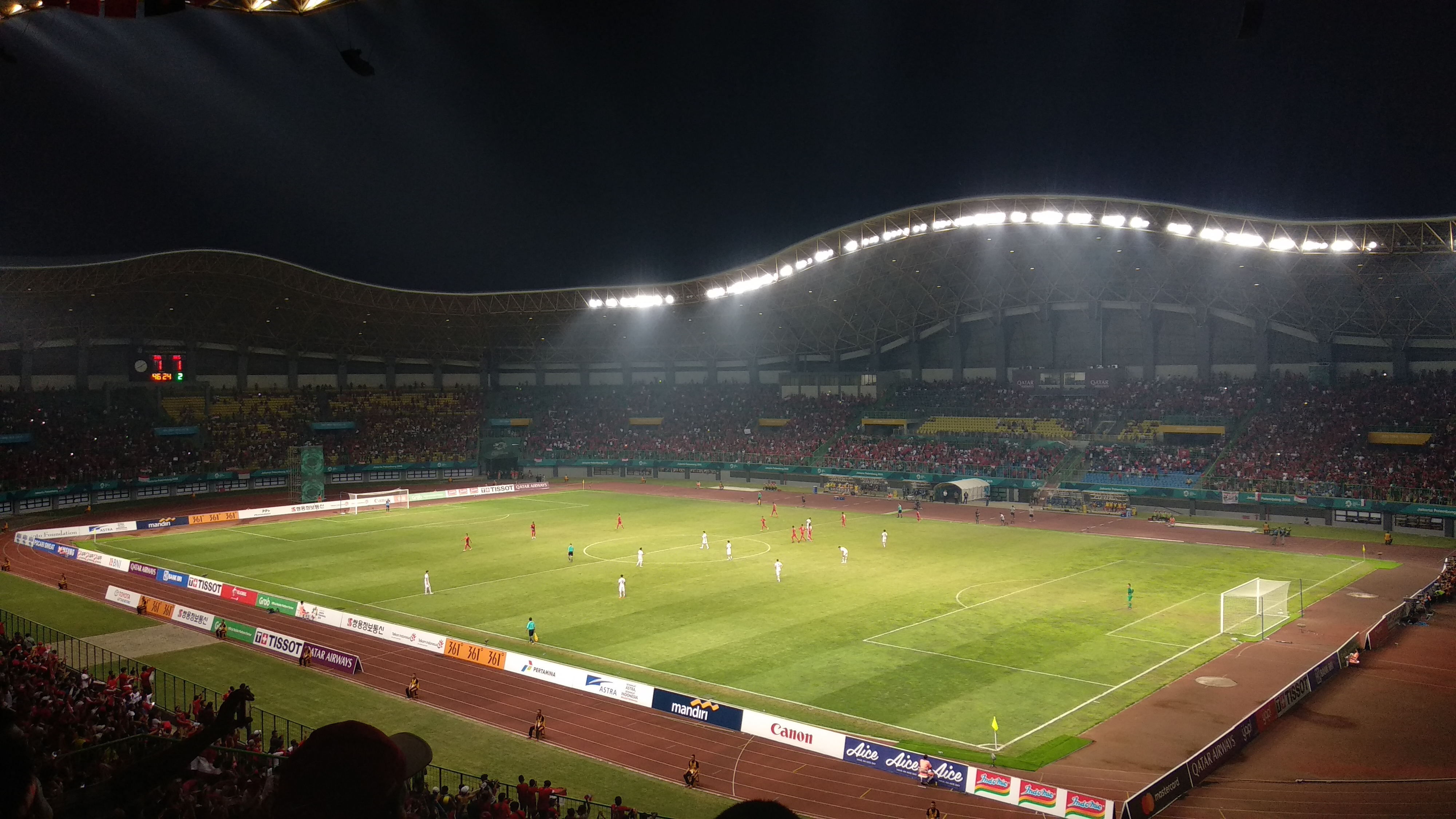
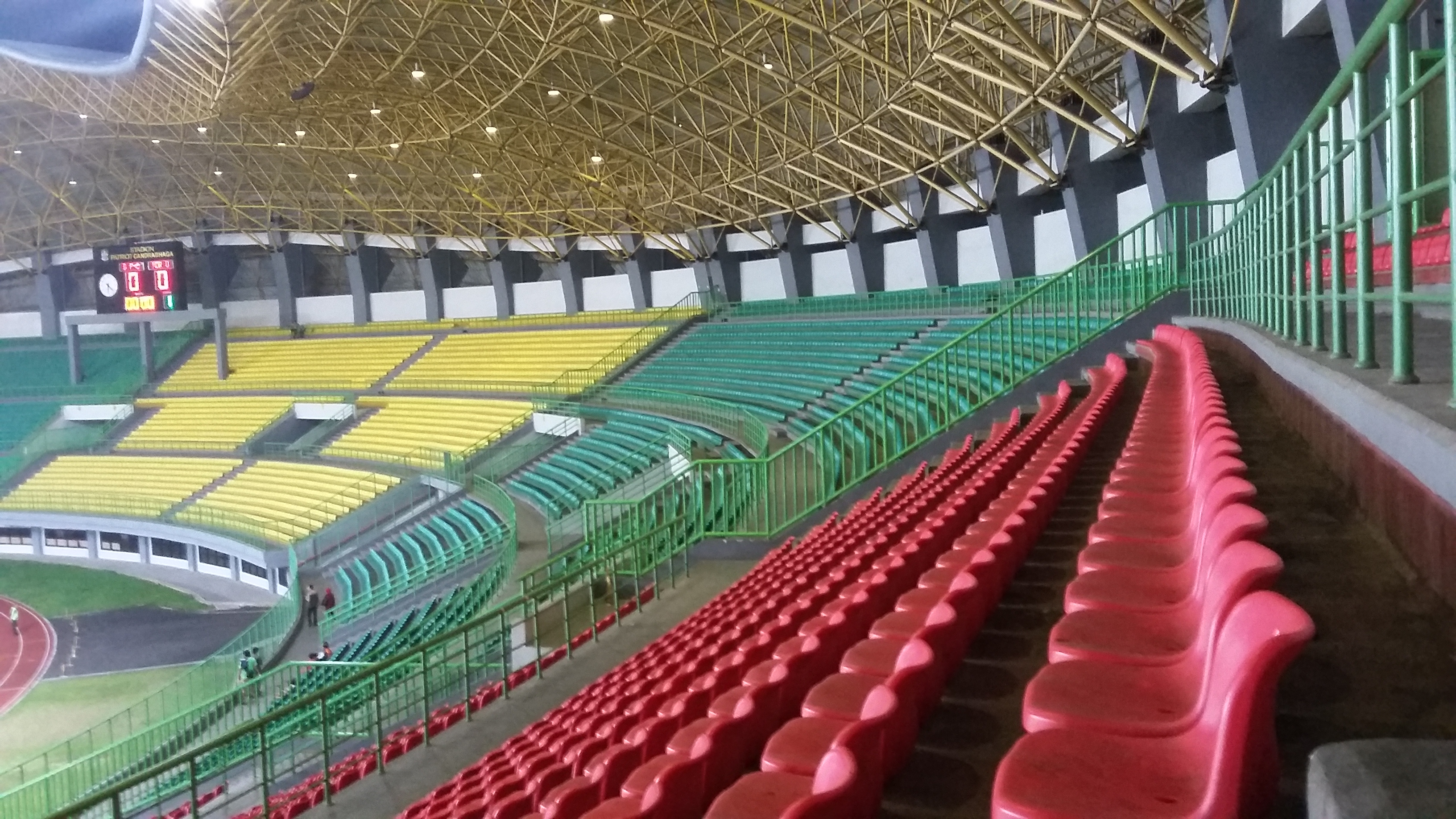